# Aleksandr Stachijew
Aleksandr Stachijewicz Stachijew (ur. 1724, zm. 1796) – rosyjski dyplomata.
W latach 1770–1775 Stachijew był rosyjskim posłem-rezydentem w Sztokholmie, gdzie nawiązywał współpracę z opozycją antygustawiańską.